# 授权书
授权书，也称委托书（power of attorney）指的是个人允许其他人以自己的名义从事个人事务、商业等法律活动的书面授权。授权他人的一方被称为“授權人”、“授权方”，被赋予权力的一方则称为“代理”、“受权人”或“受权方”。
授權書的內容通常包括以下幾個主要部分：
1. 授權人的姓名和聯繫信息：清楚表明誰是授權書的發出者。
2. 受權人的姓名和聯繫信息：明確指明誰將被授予權力或責任。
3. 授權範圍：詳細說明受權人被授予的具體權利或責任，包括可以採取的行動和處理的事項。
4. 授權期限：授權的有效期，通常會明確指出授權何時開始，何時終止。
5. 簽名和日期：授權人需簽名並註明日期，確認授權的有效性。

授權書的用途廣泛，可以用於商業、法律、個人事務等多種情境。它能確保受權人在授權範圍內行事具有法律效力，並且保護授權人免受因不明確授權而可能引發的法律風險。